# 김진호 (양궁 선수)
김진호(金珍浩, 1961년 12월 1일 ~ )는 대한민국의 전 여자 양궁 선수이자, 현재는 한국체육대학교의 교수다.

## 일생
경상북도 예천군 출신으로, 예천여중 재학 중 양궁을 시작했다. 예천여고 재학 중 국가대표로 선발되어 1979년 베를린에서 열린 세계 양궁 선수권 대회에서 30m, 50m, 60m, 개인 종합, 단체전을 석권하며 5관왕에 올라 대한민국에서 큰 관심을 모았던 선수이다.
1980년 모스크바에서 열리는 하계 올림픽에서도 큰 기대를 모았으나, 대한민국이 불참을 선언해서 참가하지 못했다. 1983년 로스앤젤레스에서 열린 세계 선수권 대회에서 다시 5관왕에 오른 김진호는 다시 로스앤젤레스에서 열리는 1984년 하계 올림픽에서도 매우 큰 기대를 모았다. 그러나 대회에서 후배 서향순이 의외의 금메달을 따고, 김진호는 동메달을 획득했다. 올림픽 후 한동안 방황하다 1986년 서울 아시안 게임 양궁 3관왕을 차지한 후 현역에서 은퇴했다. 올림픽에서는 금메달을 따지 못했으나, 김진호는 선수 생활 동안의 화려한 경력으로 신궁의 원조로 알려져 있다.
은퇴 후에는 지도자로 나서지 않고, 교육계에 나서고 있다. 한국체육대학교 대학원에 진학, 박사 학위를 취득한 후 한국체육대학교에 정식 임용되어 1995년부터 교수로 재직 중이다.
2023년 5월에는 한국체육대학교의 대학원장으로 선임됐다.
교수로 임용된 해인 1995년에 경상북도 예천군 예천읍 청복리에 김진호의 이름을 본뜬 "예천진호국제양궁장"이 건립되어 양궁 국가대표선수 선발전 등의 각종 대회가 열리고 있다.